# Pont Umberto I
Le pont Umberto I, ou pont Umberto, est un pont de Rome, Italie. Il relie la Piazza di Ponte Umberto I à la Piazza dei Tribunali, entre les rioni Ponte et Prati.

## Description
Le pont a été conçu par l'architecte Angelo Vescovali et construit entre 1885 et 1895; il a été consacré à Humbert Ier, roi d'Italie, qui a inauguré le pont avec son épouse Marguerite de Savoie. Le pont relie le palais de justice (populairement connu comme Palazzaccio) aux environs de la Piazza Navona.
Il est composé de trois arches en maçonnerie couverte avec du travertin et de la pierre de Subiaco et mesure environ 105 m de long.